# Йен, Зигмунд
Зи́гмунд Ве́рнер Па́уль Йен (нем. Sigmund Werner Paul Jähn; 13 февраля 1937, Моргенрёте-Раутенкранц, Саксония, Германия — 21 сентября 2019, Штраусберг, Бранденбург, Германия) — первый и единственный Лётчик-космонавт ГДР, первый немец в космосе, Герой ГДР, Герой Советского Союза, генерал-майор авиации в отставке. Атеист. Член СЕПГ. В честь него были названы улицы, школы.
Именем Зигмунда Йена назван астероид (17737) Зигмундйен.

## Биография
Зигмунд Йен родился 13 февраля 1937 года в посёлке Моргенрёте-Раутенкранц в семье рабочего лесопильного завода и швеи-надомницы. В 1943—1951 годах учился в местной школе, после 8-го класса получил специальность печатника на народном предприятии «Типография Фалькенштейн» в Клингентале.
В 1955 году вступил в Национальную народную армию ГДР, где его зачислили курсантом в Высшее офицерское училище ПВО им. Франца Меринга. После окончания училища в 1958 году служил в частях ВВС.
В 1966—1970 годах учился в Военно-воздушной академии им. Ю. А. Гагарина. В декабре 1976 года в результате трёхэтапного отбора подполковник ВВС ГДР Зигмунд Йен был отобран для подготовки к космическому полёту по программе «Интеркосмос».

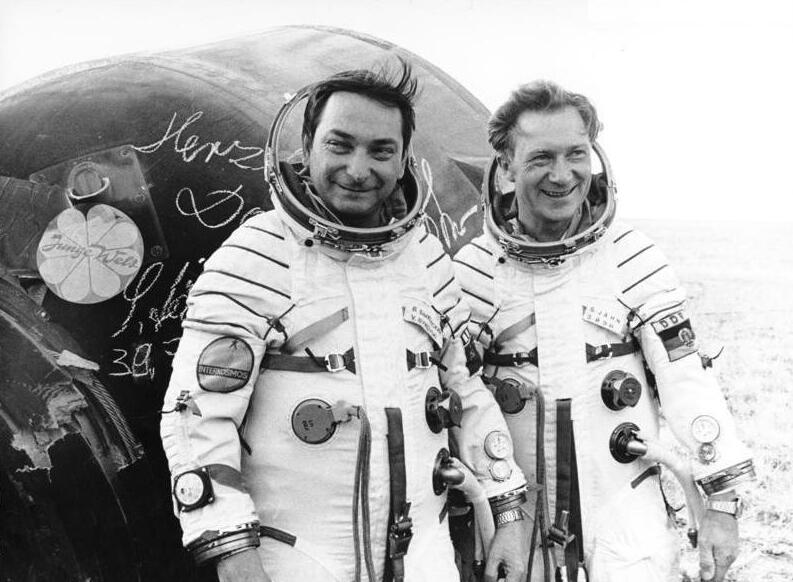
Валерий Быковский (слева) и Зигмунд Йен после приземления.

26 августа 1978 года в качестве космонавта-исследователя советского космического корабля Союз-31 вместе с Валерием Быковским выполнил экспедицию посещения на орбитальную станцию Салют-6. Посадка была совершена на космическом корабле Союз-29. Полёт длился 7 суток 20 часов 49 минут 4 секунды. В 1978 году Йену было присвоено звание полковника, а в 1986 году — генерал-майора ВВС ГДР. В 1983 году Йен получил степень доктора наук в Центральном институте физики Земли (Потсдам) по специальности «Дистанционное зондирование Земли». В 1990 году, незадолго до воссоединения Германии, был уволен из рядов Национальной народной армии ГДР.
После объединения Германии в 1990—1993 годах работал представителем немецкого космического агентства DLR и Европейского космического агентства в Москве. В дальнейшем — представитель ЕКА в российском Центре подготовки космонавтов.

Йен в Посольстве СССР в ГДР 1981

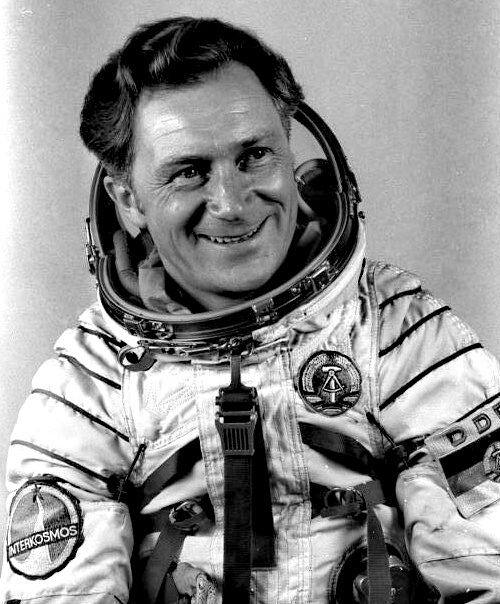
Йен в лётном скафандре, 1978 год

Зигмунд Йен умер 21 сентября 2019 года. Был женат.
Статистика
| # | Стартовый корабль | Старт, UTC        | Экспедиция  | Корабль посадки | Посадка, UTC      | Налёт                      | Выходы в открытый космос | Время в открытом космосе |
| - | ----------------- | ----------------- | ----------- | --------------- | ----------------- | -------------------------- | ------------------------ | ------------------------ |
| 1 | Союз-31           | 26.08.1978, 14:51 | Салют-6 (4) | Союз-29         | 03.09.1978, 11:40 | 07 суток 20 часов 49 минут | 0                        | 0                        |
|   |                   |                   |             |                 |                   | 07 суток 20 часов 49 минут | 0                        | 0                        |

## В культуре
В немецком фильме 2003 года Гудбай, Ленин! был сыгран швейцарским актёром Штефаном Вальцем. По сюжету фильма после объединения Германии Зигмунд был таксистом, главный герой привлёк его в съёмки в роли следующего генерального секретаря центрального комитета СЕПГ после Эриха Хонеккера.

## Награды
- Герой ГДР. 1978
- Орден Карла Маркса. 1978
- Заслуженный военный лётчик Германской Демократической Республики.
- Лётчик-космонавт Германской Демократической Республики.
- Герой Советского Союза. 1978
- Орден Ленина. 1978
- Медаль «За заслуги в освоении космоса» (12 апреля 2011 года, Россия) — за большой вклад в развитие международного сотрудничества в области пилотируемой космонавтики[11].
- Премия имени Йозефа Хааза (1998)[12].